# Saint-Pierre-Chérignat
Saint-Pierre-Chérignat est une commune française située dans le département de la Creuse en région Nouvelle-Aquitaine.

## Géographie

### Localisation
La commune de Saint-Pierre-Chérignat est située au cœur du Limousin, à peu près à égale distance de Limoges, la principale ville des environs, et de Guéret, la préfecture de la Creuse, soit à environ 40 km de l'une et de l'autre. La ville (tous commerces et services) la plus proche est Bourganeuf, située à 15 km à l'est.
Saint-Pierre-Chérignat est limitrophe du département de la Haute-Vienne. Le Taurion, au nord et à l'ouest, constitue la « frontière » naturelle avec les autres communes.

### Communes limitrophes
|                               | Châtelus-le-Marcheix            |                        |
| Les Billanges (Haute-Vienne)  | Saint-Pierre-Chérignat          | Montboucher            |
| Saint-Martin-Sainte-Catherine | Sauviat-sur-Vige (Haute-Vienne) | Saint-Amand-Jartoudeix |

### Climat
Pour des articles plus généraux, voir Climat de la Nouvelle-Aquitaine et Climat de la Creuse.
Historiquement, la commune est dans une zone de transition entre le climat océanique limousin et le climat montagnard.  
En 2020, Météo-France publie une typologie des climats de la France métropolitaine dans laquelle la commune est exposée à un climat de montagne et est dans la région climatique  Ouest et nord-ouest du Massif Central, caractérisée par une pluviométrie annuelle de 900 à 1 500 mm, maximale en automne et en hiver.
Pour la période 1971-2000, la température annuelle moyenne est de 10,7 °C, avec une amplitude thermique annuelle de 14,7 °C. Le cumul annuel moyen de précipitations est de 1 111 mm, avec 13,5 jours de précipitations en janvier et 8,3 jours en juillet. Pour la période 1991-2020, la température moyenne annuelle observée sur la station météorologique la plus proche, située sur la commune de Bourganeuf à 11 km à vol d'oiseau, est de 10,8 °C et le cumul annuel moyen de précipitations est de 1 184,0 mm,. Pour l'avenir, les paramètres climatiques de la commune estimés pour 2050 selon différents scénarios d’émission de gaz à effet de serre sont consultables sur un site dédié publié par Météo-France en novembre 2022.

## Urbanisme

### Typologie
Au 1er janvier 2024, Saint-Pierre-Chérignat est catégorisée commune rurale à habitat très dispersé, selon la nouvelle grille communale de densité à 7 niveaux définie par l'Insee en 2022.
Elle est située hors unité urbaine et hors attraction des villes,.

### Occupation des sols
L'occupation des sols de la commune, telle qu'elle ressort de la base de données européenne d’occupation biophysique des sols Corine Land Cover (CLC), est marquée par l'importance des territoires agricoles (60,6 % en 2018), une proportion sensiblement équivalente à celle de 1990 (61,4 %). La répartition détaillée en 2018 est la suivante : prairies (39,5 %), forêts (37,9 %), zones agricoles hétérogènes (18,8 %), terres arables (2,3 %), milieux à végétation arbustive et/ou herbacée (1,2 %), eaux continentales (0,4 %). L'évolution de l'occupation des sols de la commune et de ses infrastructures peut être observée sur les différentes représentations cartographiques du territoire : la carte de Cassini (XVIIIe siècle), la carte d'état-major (1820-1866) et les cartes ou photos aériennes de l'IGN pour la période actuelle (1950 à aujourd'hui).

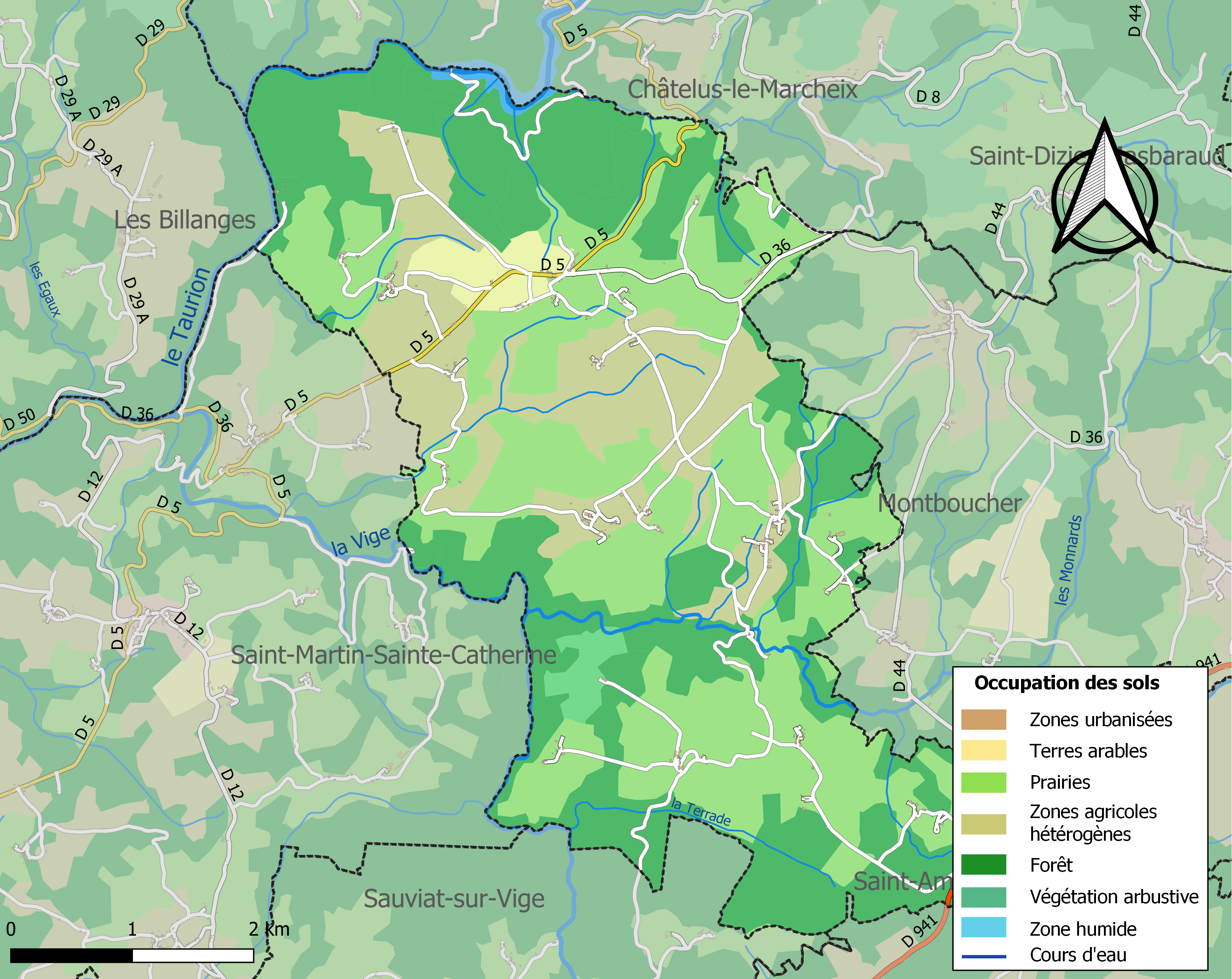
Carte des infrastructures et de l'occupation des sols de la commune en 2018 (CLC).

### Risques majeurs
Le territoire de la commune de Saint-Pierre-Chérignat est vulnérable à différents aléas naturels : météorologiques (tempête, orage, neige, grand froid, canicule ou sécheresse) et séisme (sismicité faible). Il est également exposé à un risque technologique, la rupture d'un barrage, et à un risque particulier : le risque de radon. Un site publié par le BRGM permet d'évaluer simplement et rapidement les risques d'un bien localisé soit par son adresse soit par le numéro de sa parcelle.

#### Risques naturels

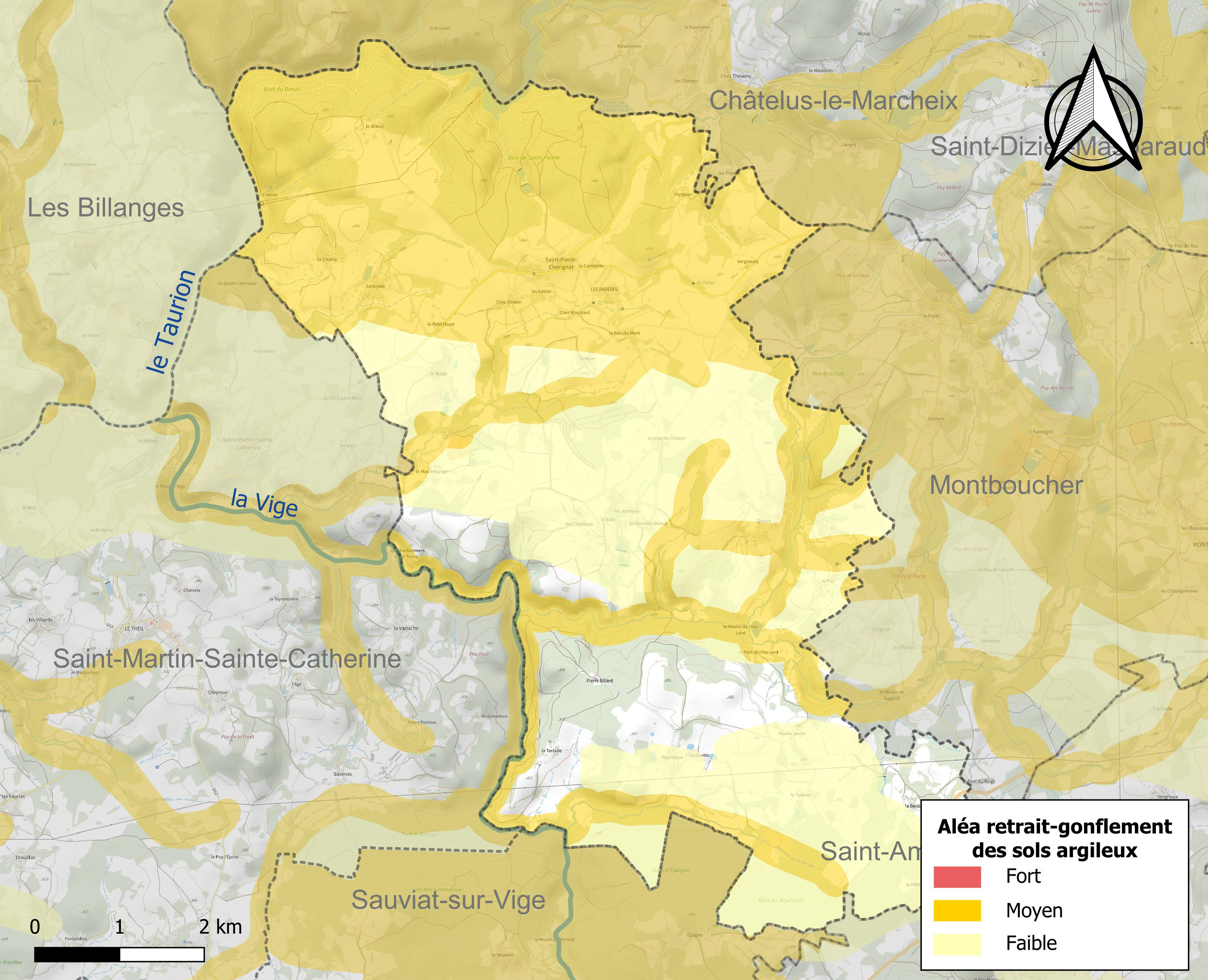
Carte des zones d'aléa retrait-gonflement des sols argileux de Saint-Pierre-Chérignat.

Le retrait-gonflement des sols argileux est susceptible d'engendrer des dommages importants aux bâtiments en cas d’alternance de périodes de sécheresse et de pluie. 54,5 % de la superficie communale est en aléa moyen ou fort (33,6 % au niveau départemental et 48,5 % au niveau national). Sur les 148 bâtiments dénombrés sur la commune en 2019,  74 sont en aléa moyen ou fort, soit 50 %, à comparer aux 25 % au niveau départemental et 54 % au niveau national. Une cartographie de l'exposition du territoire national au retrait gonflement des sols argileux est disponible sur le site du BRGM,.
Par ailleurs, afin de mieux appréhender le risque d'affaissement de terrain, l'inventaire national des cavités souterraines permet de localiser celles situées sur la commune.
La commune a été reconnue en état de catastrophe naturelle au titre des dommages causés par les inondations et coulées de boue survenues en 1982 et 1999. Concernant les mouvements de terrains, la commune a été reconnue en état de catastrophe naturelle au titre des dommages causés par des mouvements de terrain en 1999.

#### Risques technologiques
La commune est en outre située en aval du  barrage de Confolent, un ouvrage sur la Creuse de classe A soumis à PPI, disposant d'une retenue de 4,7 millions de mètres cubes. À ce titre elle est susceptible d’être touchée par l'onde de submersion consécutive à la rupture de cet ouvrage.

#### Risque particulier
Dans plusieurs parties du territoire national, le radon, accumulé dans certains logements ou autres locaux, peut constituer une source significative d'exposition de la population aux rayonnements ionisants. Certaines communes du département sont concernées par le risque radon à un niveau plus ou moins élevé. Selon la classification de 2018, la commune de Saint-Pierre-Chérignat est classée en zone 3, à savoir zone à potentiel radon significatif.

## Histoire
Fête annuelle: dernier Week-end de juillet

## Politique et administration

### Département
Le département a été créé à la Révolution française, le 4 mars 1790 en application de la loi du 22 décembre 1789, essentiellement à partir de l'ancienne province de la Marche. Ses habitants sont appelés les Creusois.
Les conseillers généraux sont élus dans le cadre des cantons pour une durée 6 ans. Dans la Creuse, il y a 27 cantons et donc 27 conseillers généraux. Ces derniers élisent en leur sein le président du conseil général de la Creuse. Depuis 2001, c'est Jean-Jacques Lozach, conseiller général de Bourganeuf, qui en est le Président.
Le canton de Bourganeuf groupe 13 communes et compte 6 280 habitants (recensement de 1999 sans doubles comptes); Auriat, Bosmoreau-les-Mines, Bourganeuf, Faux-Mazuras, Mansat-la-Courrière, Masbaraud-Mérignat, Montboucher, Soubrebost, Saint-Amand-Jartoudeix, Saint-Dizier-Leyrenne, Saint-Martin-Sainte-Catherine, Saint-Pierre-Chérignat et Saint-Priest-Palus.

### Communauté de communes
Saint-Pierre-Chérignat fait partie de la Communauté de Communes Bourganeuf-Royère. Celle-ci regroupe 20 communes : Auriat,Bosmoreau-les-Mines, Bourganeuf, Faux-Mazuras, Le Monteil-au-Vicomte, Mansat-la-Courrière, Masbaraud-Mérignat, Montboucher, Royère-de-Vassivière, Saint-Amand-Jartoudeix, Saint-Dizier-Leyrenne, Saint-Martin-Château, Saint-Martin-Sainte-Catherine, Saint-Moreil, Saint-Junien-la-Bregère, Saint-Pardoux-Morterolles, Saint-Pierre-Bellevue, Saint-Pierre-Chérignat, Saint-Priest-Palus et Soubrebost.
Les objectifs de la politique intercommunale sont : développement économique, amélioration de l’habitat, préservation du patrimoine naturel et mise en valeur de l’héritage culturel, maintien et accueil des populations et des activités économiques.
La communauté de communes de Bourganeuf et de Royère-de-Vassivière envisage de restaurer les sites de la Martinèche, à Soubrebost, où Martin Nadaud a vu le jour et s’est éteint. Il est proposé de créer un espace de mémoire, de visites et d’animation autour de Martin Nadaud. À cet effet, une souscription publique est proposée.

### Liste des maires
| Période                                  | Période   | Identité               | Étiquette | Qualité                                                             |
| ---------------------------------------- | --------- | ---------------------- | --------- | ------------------------------------------------------------------- |
| Les données manquantes sont à compléter. |           |                        |           |                                                                     |
| avant 1988                               | ?         | Alain Lefaure          |           |                                                                     |
| mars 2001                                | mars 2008 | Jean-Claude Darfeuille |           |                                                                     |
| mars 2008                                | mars 2014 | Marthe Pateyron        |           |                                                                     |
| mars 2014                                | En cours  | Sylvain Gaudy          | DVD       | Agriculteur Président de la Communauté de communes Creuse Sud*Ouest |

## Démographie
L'évolution du nombre d'habitants est connue à travers les recensements de la population effectués dans la commune depuis 1793. Pour les communes de moins de 10 000 habitants, une enquête de recensement portant sur toute la population est réalisée tous les cinq ans, les populations de référence des années intermédiaires étant quant à elles estimées par interpolation ou extrapolation. Pour la commune, le premier recensement exhaustif entrant dans le cadre du nouveau dispositif a été réalisé en 2005.

En 2022, la commune comptait 165 habitants, en évolution de −2,94 % par rapport à 2016 (Creuse : −3,32 %, France hors Mayotte : +2,11 %).
| 1793 | 1800 | 1806 | 1821 | 1831 | 1836 | 1841 | 1846 | 1851 |
| ---- | ---- | ---- | ---- | ---- | ---- | ---- | ---- | ---- |
| 706  | 621  | 655  | 717  | 638  | 738  | 737  | 743  | 754  |

| 1856 | 1861 | 1866 | 1872 | 1876 | 1881 | 1886 | 1891 | 1896 |
| ---- | ---- | ---- | ---- | ---- | ---- | ---- | ---- | ---- |
| 729  | 725  | 718  | 700  | 703  | 720  | 747  | 721  | 705  |

| 1901 | 1906 | 1911 | 1921 | 1926 | 1931 | 1936 | 1946 | 1954 |
| ---- | ---- | ---- | ---- | ---- | ---- | ---- | ---- | ---- |
| 735  | 765  | 754  | 575  | 546  | 543  | 516  | 481  | 431  |

| 1962 | 1968 | 1975 | 1982 | 1990 | 1999 | 2005 | 2006 | 2010 |
| ---- | ---- | ---- | ---- | ---- | ---- | ---- | ---- | ---- |
| 336  | 305  | 257  | 219  | 218  | 186  | 165  | 160  | 184  |

| 2015 | 2020 | 2022 | - | - | - | - | - | - |
| ---- | ---- | ---- | - | - | - | - | - | - |
| 173  | 165  | 165  | - | - | - | - | - | - |

## Culture locale et patrimoine

### Lieux et monuments
- Église priorale Saint-Pierre-ès-Liens de Saint-Pierre-Chérignat

### Lieux-dits
La commune de Saint-Pierre-Chérignat regroupe trente villages dispersés autour du bourg : La Besse, Le Breuil, La Châtre, Chez-Dindon, Chez-Moulitard, Chez-Pierre-Billard, Le Civadoux, La Combette, La Croix-du-Chassaing, Les Gabiats, La Goutte, Hurgeau(d), Les Joinnaux, La Lande, Lestrade, Le Mas-Bellanger, Le Mazet, Le Mont, Moulin-de-chez-Tony, Moulinjeune, Petit-Bois-du-Mont, Le Petit-Mazet, Le Pont-de-chez-Lord, Pourrioux, Le Puy, Quoirs, Les Ribières, La Salle, La Terrade, La Tuilerie, Vergnaudy.